# Anopsicus placens
Anopsicus placens är en spindelart som först beskrevs av O. Pickard-Cambridge 1896.  Anopsicus placens ingår i släktet Anopsicus och familjen dallerspindlar. Inga underarter finns listade i Catalogue of Life.